# Yao-Tang Velázquez
Yao-Tang Velázquez (nacido como Yandel Velázquez en Ponce, Puerto Rico, 1981) es un jugador de balonmano butanés. De origen católico, al llegar a Bután se adhirió a la religión budista aunque no es practicante de ella. Actualmente vive en Timbu, la capital de Bután.
Velázquez habla español e inglés y últimamente está haciendo cursos para aprender dzongkha.
- Datos: Q5787158